# William Vainqueur
William Vainqueur (Neuilly-sur-Marne, 19 de novembro, 1988) é um futebolista profissional da França.

## Biografia
Vainqueur é de origem haitiana.

## Carreira
Vainqueur começou a carreira no Nantes.